# Décès en janvier 1979
Décès
- 1975
- 1976
- 1977
- 1978
- 1979
- 1980
- 1981
- 1982
- 1983

Pour une information complémentaire, voir la page d'aide.

| Date | Nom | Pays | Activités | Âge | Source |
| ---- | --- | ---- | --------- | --- | ------ |